# 富豪酒店國際控股

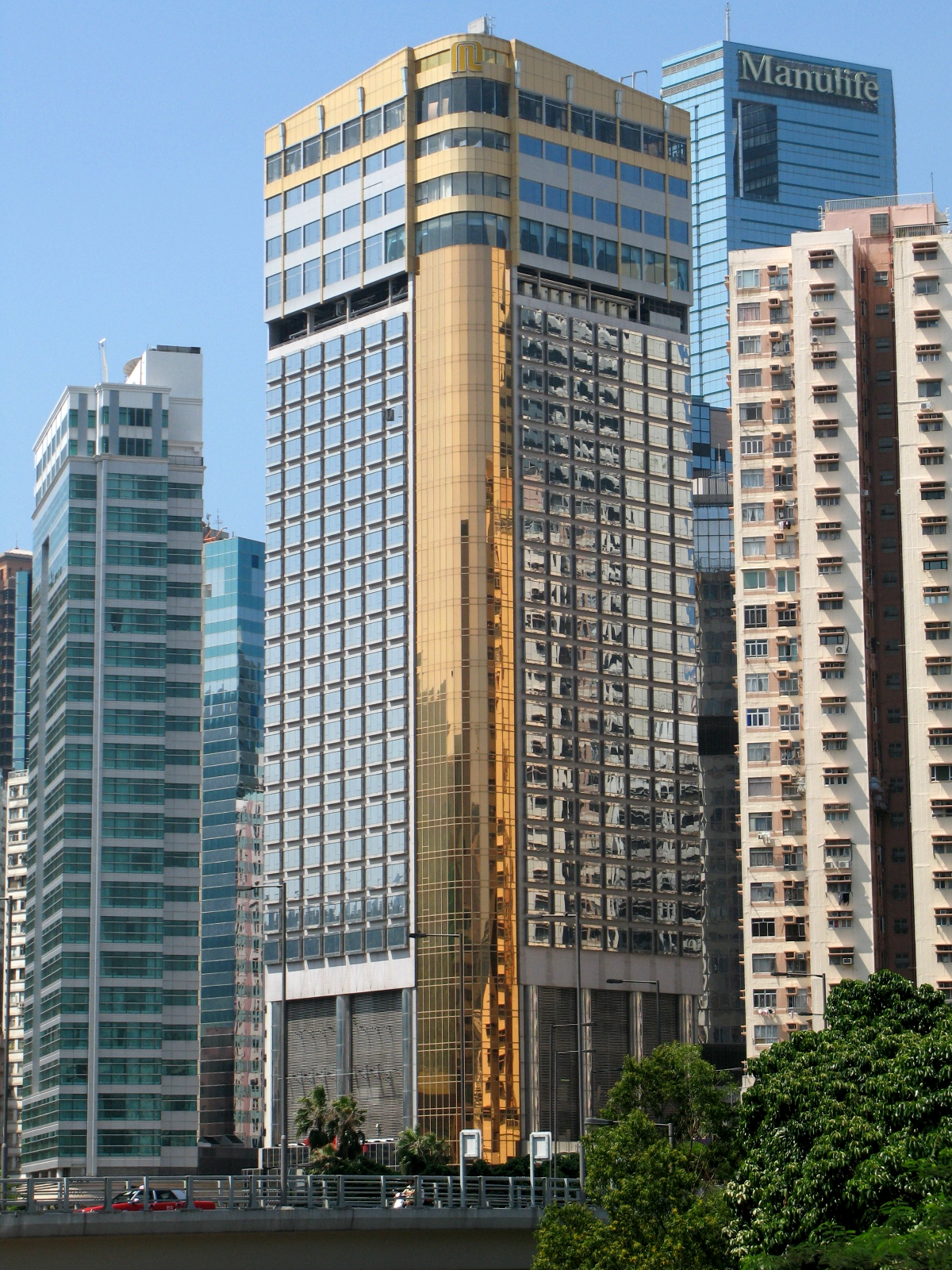
富豪香港酒店

富豪酒店國際控股有限公司（英語：Regal Hotels International，港交所：0078）是一家在香港交易所上市的酒店公司。主要業務是持有與管理酒店、物業發展及投資，及其他投資（包括金融票據及有價證券之投資及買賣）。
公司於1979年由鷹君集團有限公司分拆成立，現在於百慕達註冊，屬世紀城市國際控股有限公司旗下公司，主席為羅旭瑞。

## 發展
2017年2月3日，富豪酒店以21億8890萬元中標香港國際機場 SKYCITY 航天城第A1a號，佔地7萬1580平方呎，許可建築面積36萬2746平方呎，將發展成一座提供超過1000間客房及套房的酒店項目。

## 酒店
| - 富豪機場酒店 - 富豪香港酒店 - 富豪九龍酒店 - 富豪東方酒店 - 麗豪酒店 - 麗豪航天城酒店 - 富薈炮台山酒店 - 富薈馬頭圍酒店 - 富薈上環酒店 - 富薈灣仔酒店 - 富薈旺角酒店 | - 上海富豪環球東亞酒店 - 上海富豪東亞酒店 - 上海富豪金豐酒店 - 山東德州富豪康博酒店（於2010年開業） - 富豪新都酒店 - 西安機場富豪酒店 - 廣東佛山金融城富豪酒店 - 鄭州裕鴻富薈酒店 |

## 外部連結
- 富豪國際酒店集團 （页面存档备份，存于）